# RedBird Capital Partners
RedBird Capital Partners (nota anche come RedBird) è una società statunitense di gestione degli investimenti fondata nel 2014 a New York da Gerry Cardinale.
Fondata dall'ex socio di Goldman Sachs Gerry Cardinale, RedBird gestisce oggi 10 miliardi di dollari di capitale focalizzato principalmente nei settori di Sport, TMT, Consumo e Servizi Finanziari, con un approccio imprenditoriale orientato alla costruzione di aziende e all'apprezzamento del capitale nel lungo termine.
RedBird include figure di spicco come Paolo Scaroni, Senior Advisor, e Zlatan Ibrahimović, Operating Partner.
Al 7 agosto 2025, RedBird ha investito in una vasta gamma di società, tra cui Milan, All3, Alpine Racing, Fenway Sports Group, Paramount Skydance Corporation e YES Network, oltre ad altre aziende di rilievo.

## Investimenti e Partecipazioni
Il 22 luglio 2020, RedBird Capital Partners ha acquisito l'85% delle azioni del Tolosa FC, nonostante la retrocessione in Ligue 2.
Il 31 agosto 2022, RedBird Capital Partners ha finalizzato l'acquisizione del Milan dal fondo statunitense Elliott per un valore di 1,2 miliardi di euro.
Nel gennaio 2023, RedBird Capital Partners ha aumentato la sua partecipazione in Blade Air Mobility Inc. a oltre il 5%, nominando Andrew Lauck come osservatore del consiglio di amministrazione.
Nel giugno del 2023 entra a far parte di una cordata di investitori statunitensi con Ryan Reynolds, rilevando per circa 200 milioni il 24% della scuderia di Formula 1 Alpine.
Il 20 giugno 2023, Brookfield Infrastructure Partners L.P. e Ontario Teachers' Pension Plan hanno annunciato l'acquisizione di Compass Datacenters, LLC, con il supporto di RedBird Capital Partners e del gruppo Azrieli.
Il 16 maggio 2024, RedBird IMI ha completato l'acquisizione di All3Media, la più grande società indipendente di produzione e distribuzione televisiva del Regno Unito, dai co-proprietari Warner Bros., Discovery e Liberty Global, in un accordo del valore di £1,15 miliardi, approvato dalle autorità di regolamentazione di Stati Uniti, Regno Unito e Germania.
L'8 luglio 2024, Skydance Media e Paramount Global hanno annunciato un accordo da 8 miliardi di dollari, con la partecipazione di RedBird Capital Partners, che include l'acquisizione di National Amusements per 2,4 miliardi di dollari in contanti e la fusione di Skydance con Paramount Global, valutando Skydance a 4,75 miliardi di dollari.

## Cessioni di Quote
Il 15 settembre 2022, RedBird Capital Partners ha venduto la sua quota del 40% in OneTeam, un'azienda di licenza di proprietà intellettuale dei giocatori, in un accordo che valuta l'azienda circa 1,9 miliardi di dollari, segnando un ritorno superiore al 500% per RedBird.

## Collaborazioni
Il 20 novembre 2022, Ben Affleck, Matt Damon e RedBird Capital Partners hanno lanciato Artists Equity, uno studio indipendente guidato da artisti che crea partnership imprenditoriali con i registi per valorizzare la loro visione creativa e ampliare l'accesso alla partecipazione agli utili, con l'intenzione di produrre almeno cinque progetti all'anno in futuro.
Il 7 agosto 2023, EverWonder Studio è stato lanciato come un nuovo studio di contenuti indipendente da RedBird-IMI e Ian Orefice, ex Presidente e COO di TIME e TIME Studios. Lo studio, con sede a New York, si concentra sulla produzione e distribuzione di lungometraggi, documentari e serie non-fiction, con l'obiettivo di creare nuove proprietà intellettuali ed estensioni di brand a livello globale.

## Nomine Dirigenziali
L'11 dicembre 2023, Zlatan Ibrahimović è stato nominato Partner Operativo presso RedBird Capital Partners e Senior Advisor per la proprietà e la gestione di AC Milan, contribuendo allo sviluppo strategico del club sia nel campo sportivo che commerciale.
Il 20 febbraio 2024, Paolo Scaroni è stato nominato Presidente di RedBird International e Senior Advisor di RedBird Capital Partners.

## Sviluppo di Piattaforme
Nel luglio 2023, la National Football League e RedBird Capital Partners hanno annunciato la creazione di EverPass Media, una nuova piattaforma mediatica con diritti esclusivi per la distribuzione del NFL Sunday Ticket a bar, ristoranti, hotel e altre sedi commerciali negli Stati Uniti.